# Pentacta australis
Pentacta australis är en sjögurkeart som först beskrevs av Ludwig.  Pentacta australis ingår i släktet Pentacta och familjen korvsjögurkor. Inga underarter finns listade i Catalogue of Life.